# Peter Dens
Peter Dens, belgijski katoliški teolog in pedagog, * 12. september 1690, Boom pri Antwerpnu,  † 15. februar 1775.
Večino življenja je prebil na nadškofijskem semenišču v Mechelenu, kjer je bil prvih deset let profesor teologije in nadaljnjih 40 let predsednik ustanove.
Njegovo najpomembnejše delo je Theologia moralis et dogmatica.